# プジョー・505
プジョー505（Peugeot 505 ）は、フランスの自動車会社、オートモビル・プジョーが1979年5月から1992年6月にかけて製造・販売した中型乗用車（中国の広州標致汽車では1997年まで生産が続けられた他世界各地での生産があった）。

## 概要
1979年、それまでの主力中型車、504の後継車として登場。デザインはプジョーと親しい関係にあったイタリアのピニンファリーナが担当し、吊り目のヘッドライトに特徴付けられた端正で優美なもので、ボディ形状は4ドアセダンと5ドアステーションワゴンで、フランスなどではワゴンモデルを改造した救急車、また1986年からフランスの四輪駆動換装メーカーダンジェルが製作した4x4仕様「505 Break Dangel 4x4」も存在した。

## メカニズム
サスペンションは504のを踏襲しているが、リアサスペンションは604のもの（セミトレーリングアームの4輪独立懸架）を導入したため、504と同じホイールベースでありながら後席のスペースは増大していた。
エンジンはプジョー、ルノー、ボルボ共同開発のPRVエンジン（オールアルミ4気筒SOHC 2,000cc）を搭載している。このエンジン自体は既にルノー・20に搭載されていたが、505ではボッシュKジェトロニックを採用していた点が違っていた。

## 年表
- 1979年5月 - 504の後継としてデビュー。エンジンラインナップは直列4気筒のガソリンエンジンとディーゼルエンジンの二本立てで、1,800cc（OHV）もしくは2,000cc（SOHC）のガソリンエンジン、2,300ccのディーゼルエンジンが搭載された。
- 1980年 - ターボディーゼル追加。
- 1981年 - 2,000cc SOHCを2,200ccに拡大。
- 1982年 - プジョー初のガソリンターボ、OHV 2,200ccターボを追加。
- 1984年 - ブラックのドアトリムやリアスポイラーを採用したスポーティー版「GTI」を追加。日本にも導入された。
- 1986年 - 604の生産中止を受けてプジョーの最高級車となり、604に搭載されていたV型6気筒エンジンを引き継ぐ。
- 1991年末 - 生産終了。後継は405となり、プジョーから500番台の名を冠するモデルが一旦消滅した（2011年、508で復活）。

1991年末の生産終了後も、アルゼンチン等ではしばらく生産が続行された。また、中国広東省広州市での合弁企業「広州標致汽車（グァンチョウ・プジョー）」でも生産された（後に経営難で事業を本田技研工業に譲渡し、アコードやオデッセイなどを生産）。

## 日本での販売
日本では西武自動車販売がセダンのみを正規輸入し、初期には2,000ccのTI/STI（右ハンドル）が、マイナーチェンジ後には2,200ccのGTIと2,700ccのV6（左ハンドル）が販売されているが、日本でのバブル景気以前の車種ということもあり、絶対数はきわめて少ない。